# رود فصلی آرموت
 رود فصلی آرموت یک رود در حوضه آبریز دریاچه نمک در استان البرز ایران است که از البرز سرچشمه می‌گیرد. این رود در ارتفاع ۱۷۷۱ متری واقع شده است.